# Valeria syriaca
Valeria syriaca là một loài bướm đêm trong họ Noctuidae.